# كيكوال صغيرة الورق
كيكوال صغيرة الورق (الاسم العلمي:Quisqualis parvifolia) هي نوع نباتي يتبع جنس الكيكوال من الفصيلة القمبريطية. 